# Mikalojus Konstantinas Čiurlionis
Mikalojus Konstantinas Čiurlionis (tiếng Ba Lan: Mikołaj Konstanty Czurlanis; (22 tháng 9 [10 tháng 9] 1875 - 10 tháng 4 [lịch cũ 28 tháng 3] 1911) là một họa sĩ, nhà soạn nhạc và nhà văn Litva.
Čiurlionis góp phần vào chủ nghĩa tượng trưng và art nouveau và là đại diện của thời kỳ fin de siècle. Ông đã được coi là một trong những người tiên phong của nghệ thuật trừu tượng ở châu Âu. Trong cuộc đời ngắn ngủi của mình, ông đã sáng tác khoảng 400 tác phẩm âm nhạc và sáng tác khoảng 300 bức tranh, cũng như nhiều tác phẩm văn học và thơ. Phần lớn các bức tranh của ông được đặt trong Bảo tàng Nghệ thuật Quốc gia M. K. Čiurlionis ở Kaunas, Lithuania. Tác phẩm của ông đã có một ảnh hưởng sâu sắc đến văn hoá Litva hiện đại.

## Tiểu sử
Mikalojus Konstantinas Čiurlionis sinh ra ở Senoji Varena, một thị trấn ở phía đông nam Lithuania mà thời đó là ở Đế quốc Nga. Ông là người lớn tuổi nhất trong số chín người con của cha, Konstantinas, và mẹ ông, Adelė née Radmanaitė (Radmann), người đã được nguồn gốc từ một gia đình Lutheran có nguồn gốc Bavarian. Giống như nhiều người Litva giáo dục thời đó, gia đình Čiurlionis nói tiếng Ba Lan, và ông bắt đầu học tiếng Lithuania chỉ sau khi gặp hôn thê của mình năm 1907. [3] Năm 1878 gia đình ông chuyển đến Druskininkai, 30 dặm. (50 km), nơi cha ông tiếp tục là người tổ chức thị trấn.

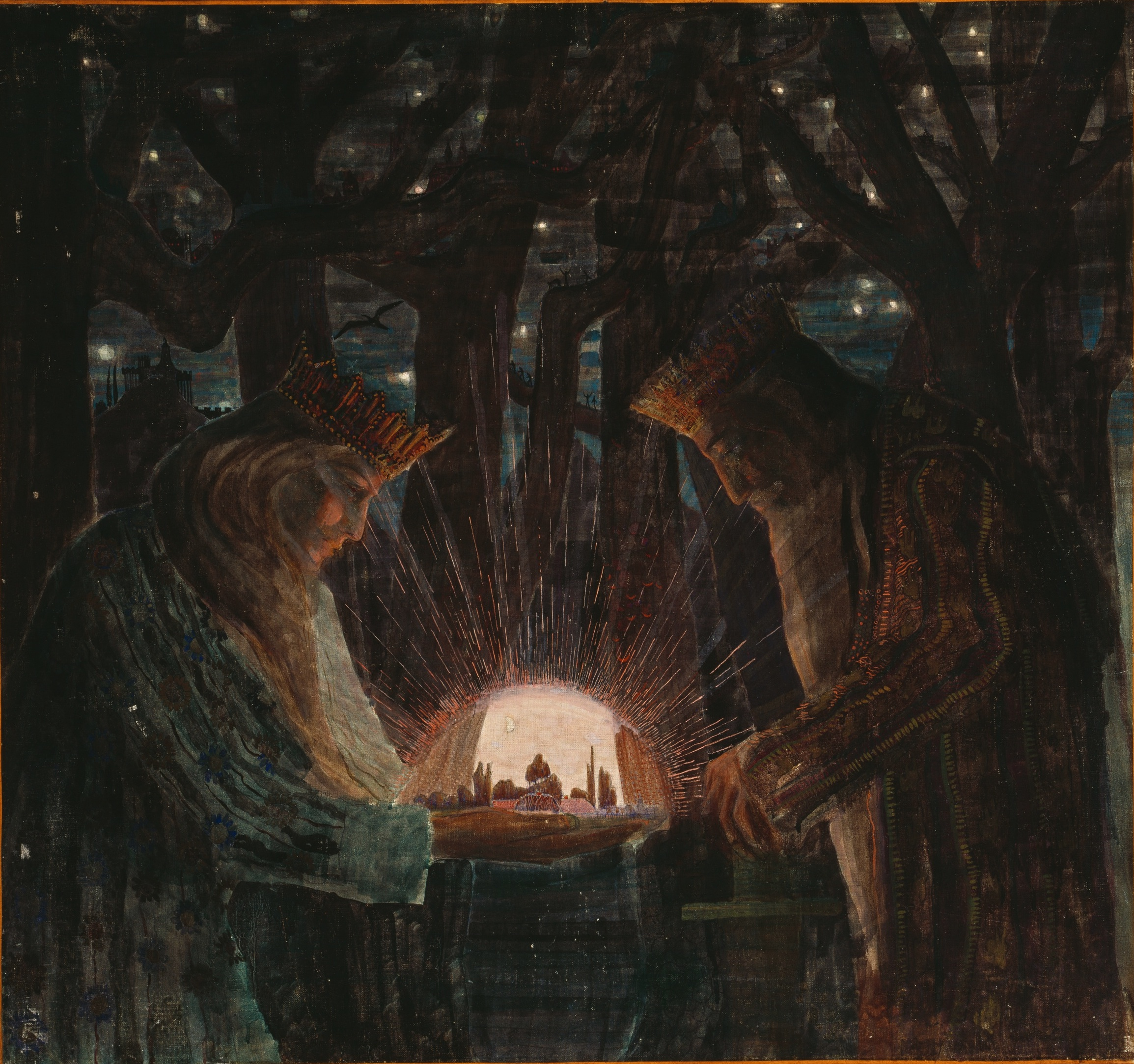
Câu chuyện cổ tích của các vị vua (1908-1909)

Čiurlionis là một thần đồng âm nhạc: anh có thể chơi tùy hứng ở tuổi lên ba và có thể chơi nhạc không cần học trước khi 7 tuổi. Ba năm sau khi học tiểu học, anh đã học tại trường âm nhạc của vị hoàng tử Ba Lan Michał Ogiński ở Plunge, nơi ông học chơi nhiều nhạc cụ, đặc biệt là sáo, từ năm 1889 đến năm 1893. Được hỗ trợ bởi học bổng của Hoàng tử Ogiński Čiurlionis đã học piano và sáng tác tại Nhạc viện Warsaw từ năm 1894 đến năm 1899. Để tốt nghiệp, vào năm 1899, ông đã viết một cantata cho dàn hợp xướng và dàn nhạc giao hưởng có tiêu đề De Profundis, với sự hướng dẫn của nhà soạn nhạc Zygmunt Noskowski. Sau đó ông tham dự các buổi thuyết trình tại Nhạc viện Leipzig từ năm 1901 đến năm 1902.
Anh trở lại Warsaw vào năm 1902 và theo học vẽ tại Trường Nghệ thuật Warsaw từ năm 1904 đến năm 1906 và trở thành bạn với một nhà soạn nhạc và họa sĩ người Ba Lan, Eugeniusz Morawski-Dąbrowa. Sau cuộc Cách mạng Nga năm 1905, kết quả là nới lỏng các hạn chế về văn hoá đối với các dân tộc thiểu số của đế chế, ông bắt đầu tự nhận mình là một người Litva.

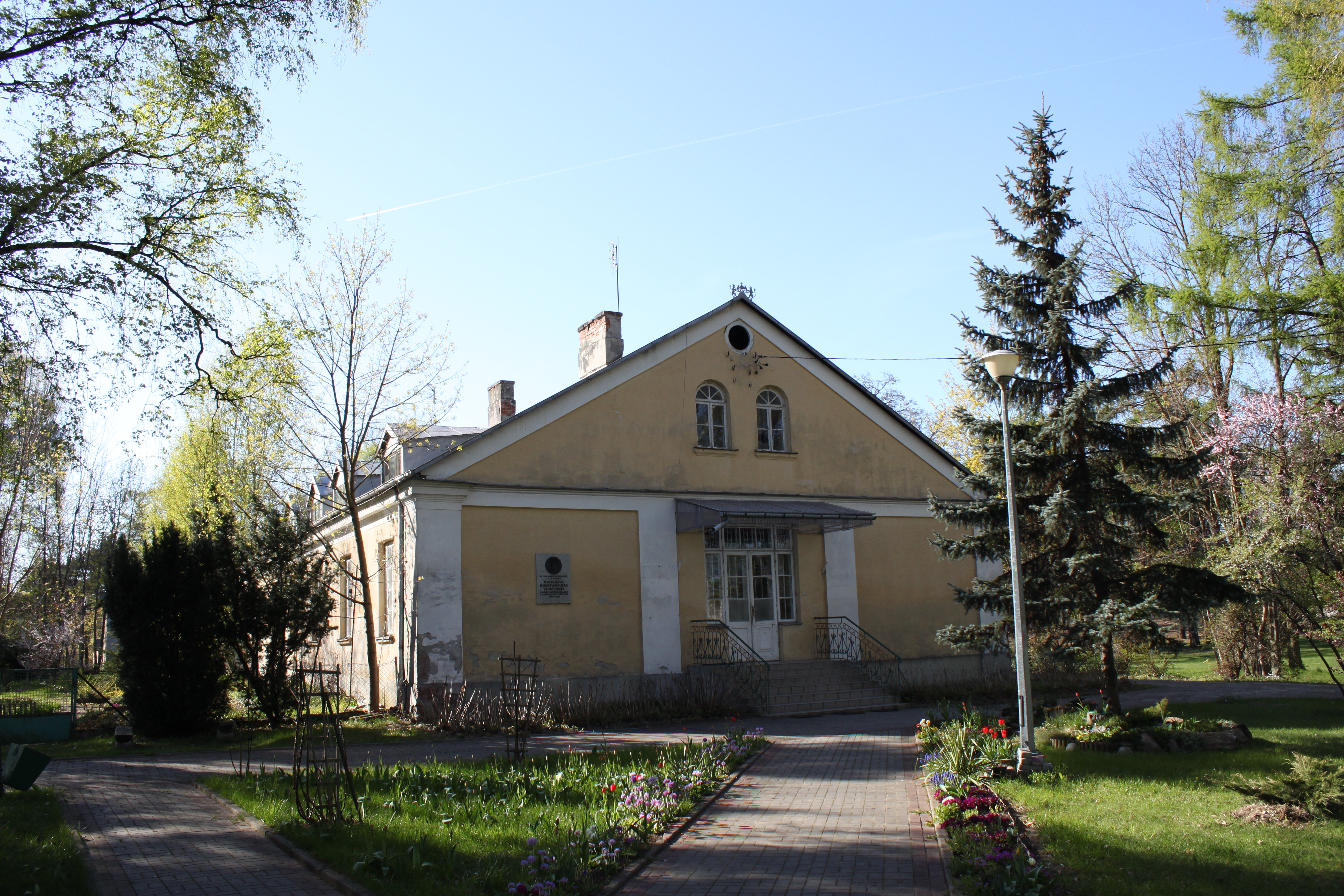
Nơi qua đời của Čiurlionis - Nhà Đỏ ở Marki, Ba Lan.

Ông là một trong những người khởi xướng, và là người tham gia, Triển lãm lần đầu tiên của nghệ thuật Lithuania năm 1907 tại Cung điện Vileišis, Vilnius. Ngay sau sự kiện này Liên hiệp nghệ thuật Lithuanian được thành lập, và Čiurlionis là một trong 19 thành viên sáng lập của nó.
Năm 1907, anh làm quen với Sofija Kymantaitė (1886-1958), một nhà phê bình nghệ thuật. Thông qua Hiệp hội này, Čiurlionis đã học được cách nói tiếng Litva tốt hơn. Đầu năm 1909 ông kết hôn với Sofija. Vào cuối năm đó, ông đi đến St Petersburg, nơi ông trưng bày một số bức tranh của ông. Vào dịp Giáng sinh Čiurlionis rơi vào tình trạng trầm cảm sâu sắc vào đầu năm 1910 đã nhập viện tại bệnh viện tâm thần "Redony Dwór" ở Marki, Ba Lan, phía đông bắc Warsaw. Trong khi một bệnh nhân ở đó ông chết vì viêm phổi vào năm 1911 ở tuổi 35. Ông được chôn tại Nghĩa trang Rasos ở Vilnius. Anh chưa bao giờ thấy con gái Danutė (1910-1995).
Čiurlionis cảm thấy rằng ông ta là một hiệp sĩ; đó là, ông đã cảm nhận màu sắc và âm nhạc đồng thời. Nhiều bức tranh của ông mang tên các tác phẩm âm nhạc: sonata, tẩu pháp, và prelude.